# 考布
考布（德語：Kaub，發音：[ˈkaʊp] ⓘ）是德国莱茵兰-普法尔茨州莱茵-兰县的城市，面积13.05平方千米，2023年12月31日人口为786人。